# CFU Club Championship 2007
Navigation
Édition précédente Édition suivante
La CFU Club Championship 2007 est la 10e édition de la CFU Club Championship. Elle met aux prises les champions des différentes nations affiliées à la CFU. Le vainqueur de la compétition est qualifié pour le premier tour de la Coupe des champions de la CONCACAF 2008.
La compétition adopte un calendrier resserré puisque le premier tour de poules et la phase finale ne s’étale que sur douze jours, pour cette édition entièrement disputée à Trinité-et-Tobago.
En finale, ce sont les Jamaïcains de Harbour View FC qui s’imposent face au club de Trinité-et-Tobago de Joe Public. C’est le deuxième titre de champion des Caraïbes de l’histoire du club qui se qualifie pour la Coupe des champions de la CONCACAF.

## Participants
Un total de 17 équipes provenant de 11 nations prennent part à la compétition. Elles appartiennent à la zone Caraïbes de la CONCACAF. Le tableau des clubs qualifiés était le suivant :
| Nation                      | Club                  | Critère de qualification                                   |
| Aruba                       | SV Deportivo Nacional | Champion d'Aruba 2006-2007                                 |
| Aruba                       | SV Racing Club Aruba  | Vice-champion d'Aruba 2006-2007                            |
| Antigua-et-Barbuda          | Bassa SC              | Champion d'Antigua-et-Barbuda 2006-2007                    |
| Antigua-et-Barbuda          | SAP Football Club     | Vice-champion d'Antigua-et-Barbuda 2006-2007               |
| Antilles néerlandaises      | CSD Barber            | Champion des Antilles néerlandaises 2006-2007              |
| Antilles néerlandaises      | CRKSV Jong Colombia   | Vice-champion des Antilles néerlandaises 2006-2007         |
| Cuba                        | FC Pinar del Río      | Champion de Cuba 2006.                                     |
| Dominique                   | Sagicor South East FC | Champion de Dominique 2007.                                |
| Haïti                       | Baltimore SC          | Vainqueur du tournoi Ouverture 2007 du championnat d'Haïti |
| Îles Vierges des États-Unis | Helenites SC          | Champion des îles Vierges américaines 2006-2007.           |
| Jamaïque                    | Harbour View FC       | Champion de Jamaïque 2006-2007                             |
| Jamaïque                    | Portmore United       | Vice-champion de Jamaïque 2006-2007                        |
| Porto Rico                  | Puerto Rico Islanders | Représentant de Porto Rico                                 |
| Suriname                    | Inter Moengotapoe     | Champion du Suriname 2006-2007                             |
| Suriname                    | SV Leo Victor         | Vice-champion du Suriname 2006-2007                        |
| Trinité-et-Tobago           | Joe Public FC         | Champion de Trinité-et-Tobago 2006                         |
| Trinité-et-Tobago           | San Juan Jabloteh     | Vice-champion de Trinité-et-Tobago 2006                    |

## Compétition

### Premier tour

#### Groupe A
| Rang | Équipe                | Pts | J | G | N | P | Bp | Bc | Diff |  | Résultats (▼ dom., ► ext.) | SJJ | Dep | CSD |
| ---- | --------------------- | --- | - | - | - | - | -- | -- | ---- |  | -------------------------- | --- | --- | --- |
| 1    | San Juan Jabloteh     | 6   | 2 | 2 | 0 | 0 | 10 | 1  | +9   |  | San Juan Jabloteh          |     | 5-1 | 5-0 |
| 2    | SV Deportivo Nacional | 1   | 2 | 0 | 1 | 1 | 2  | 6  | -4   |  | SV Deportivo Nacional      |     |     | 1-1 |
| 3    | CSD Barber            | 1   | 2 | 0 | 1 | 1 | 1  | 6  | -5   |  | CSD Barber                 |     |     |     |

#### Groupe B
| Rang | Équipe                    | Pts | J | G | N | P | Bp | Bc | Diff |  | Résultats (▼ dom., ► ext.) | Joe | Sou | RCA |
| ---- | ------------------------- | --- | - | - | - | - | -- | -- | ---- |  | -------------------------- | --- | --- | --- |
| 1    | Joe Public FC             | 6   | 2 | 2 | 0 | 0 | 12 | 0  | +12  |  | Joe Public FC              |     | 5-0 | 7-0 |
| 2    | Sagicor South East United | 1   | 2 | 0 | 1 | 1 | 1  | 6  | -5   |  | Sagicor South East United  |     |     | 1-1 |
| 3    | SV Racing Club Aruba      | 1   | 2 | 0 | 1 | 1 | 1  | 8  | -7   |  | SV Racing Club Aruba       |     |     |     |

#### Groupe C
| Rang | Équipe                | Pts | J | G | N | P | Bp | Bc | Diff |  | Résultats (▼ dom., ► ext.) | Isl | Har | Int | SAP  |
| ---- | --------------------- | --- | - | - | - | - | -- | -- | ---- |  | -------------------------- | --- | --- | --- | ---- |
| 1    | Puerto Rico Islanders | 7   | 3 | 2 | 1 | 0 | 17 | 4  | +13  |  | Puerto Rico Islanders      |     | 2-2 | 5-2 | 10-0 |
| 2    | Harbour View FC       | 4   | 3 | 1 | 1 | 1 | 13 | 4  | +9   |  | Harbour View FC            |     |     | 1-2 | 10-0 |
| 3    | Inter Moengotapoe     | 4   | 3 | 1 | 1 | 1 | 7  | 9  | -2   |  | Inter Moengotapoe          |     |     |     | 3-3  |
| 4    | SAP Football Club     | 1   | 3 | 0 | 1 | 2 | 3  | 23 | -20  |  | SAP Football Club          |     |     |     |      |

#### Groupe D
| Rang | Équipe             | Pts | J | G | N | P | Bp | Bc | Diff |  | Résultats (▼ dom., ► ext.) | Por | Leo | Hel |
| ---- | ------------------ | --- | - | - | - | - | -- | -- | ---- |  | -------------------------- | --- | --- | --- |
| 1    | Portmore United FC | 6   | 2 | 2 | 0 | 0 | 5  | 0  | +5   |  | Portmore United FC         |     | 3-0 | 2-0 |
| 2    | SV Leo Victor      | 3   | 2 | 1 | 0 | 1 | 2  | 3  | -1   |  | SV Leo Victor              |     |     | 4-0 |
| 3    | Helenites SC       | 0   | 2 | 0 | 0 | 2 | 0  | 6  | -6   |  | Helenites SC               |     |     |     |

#### Groupe E
| Rang | Équipe              | Pts | J | G | N | P | Bp | Bc | Diff |  | Résultats (▼ dom., ► ext.) | Bal | Bas | Pin | Jon  |
| ---- | ------------------- | --- | - | - | - | - | -- | -- | ---- |  | -------------------------- | --- | --- | --- | ---- |
| 1    | Baltimore SC        | 7   | 3 | 2 | 1 | 0 | 16 | 3  | +13  |  | Baltimore SC               |     | 2-1 | 2-2 | 12-0 |
| 2    | Bassa SC            | 6   | 3 | 2 | 0 | 1 | 23 | 4  | +19  |  | Bassa SC                   |     |     | 8-1 | 10-1 |
| 3    | FC Pinar del Río    | 4   | 3 | 1 | 1 | 1 | 8  | 11 | -3   |  | FC Pinar del Río           |     |     |     | 5-1  |
| 4    | CRKSV Jong Colombia | 0   | 3 | 0 | 0 | 3 | 2  | 31 | -29  |  | CRKSV Jong Colombia        |     |     |     |      |

### Quarts de finale
| Équipe 1              | Résultat | Équipe 2           |
| --------------------- | -------- | ------------------ |
| Harbour View FC       | 2 - 0    | Portmore United FC |
| Puerto Rico Islanders | 7 - 1    | SV Leo Victor      |
| Joe Public FC         | 1 - 0    | Bassa SC           |
| San Juan Jabloteh     | 1 - 0    | Baltimore SC       |

### Demi-finale
| Équipe 1        | Résultat       | Équipe 2              |
| --------------- | -------------- | --------------------- |
| Harbour View FC | 0 - 0 10-9 tab | San Juan Jabloteh     |
| Joe Public FC   | 1 - 0          | Puerto Rico Islanders |

### Finale
| Équipe 1        | Résultat | Équipe 2      |
| --------------- | -------- | ------------- |
| Harbour View FC | 2 - 1    | Joe Public FC |

| Champion de la CFU 2007        |
| ------------------------------ |
| Drapeau de la Jamaïque         |
| Harbour View FC Deuxième titre |

- Harbour View FC se qualifie pour la Coupe des champions de la CONCACAF 2008.